# Summer (singel Mogwai)
Summer – utwór zespołu Mogwai, wydany wspólnie z „Ithica 27 ϕ 9” jako singiel 4 listopada 1996 roku.

## Utwór

### Historia
„Summer” został zarejestrowany (razem z „Ithica 27 ϕ 9”) w sierpniu 1996 roku przez Paula Savage’a w MCM Studios w Hamilton. Stuart Braithwaite podczas wywiadu dla The List w 2015 roku powiedział o tym utworze: „To była pierwsza piosenka, którą naprawdę zrealizowaliśmy jako zespół i pierwszy utwór instrumentalny, który nagraliśmy. To było trochę muzyki, którą ja napisałem, trochę muzyki, którą napisał Dominic (Aitchison) i skleiliśmy to wszystko razem. Fakt, że wyszło to tak dobrze jest powodem, dla którego poszliśmy drogą, którą poszliśmy”.

### Wydanie
„Summer” został wydany (razem z „Ithica 27 ϕ 9” na stronie B) 4 listopada 1996 roku w Wielkiej Brytanii przez wytwórnię Love Train jako winyl 7” w limitowanym nakładzie 1000 kopii. Oba nagrania znalazły się na wydanej w 1997 roku składance Ten Rapid (Collected Recordings) 1996–1997.

### Lista utworów
Lista według Discogs:
| A. | Summer        |  |
|    |               |  |
| B. | Ithica 27 ϕ 9 |  |
|    |               |  |
Personel:
- Mogwai:
Dominic Aitchison
Stuart Braithwaite
John Cummings
Martin Bulloch
- zdjęcie na okładce: Neale Smith
- layout: Victoria Braithwaite
- produkcja: Paul Savage

## Notowania
Utwór zajął 33. miejsce na liście Tracks Of The Year 1996 magazynu NME.